# Klášter františkánů (Brno)
Františkánský klášter v Brně je komplex barokních budov někdejšího kláštera františkánů z let 1651–1671 vzniklého při kostele sv. Máří Magdaleny. Objekt sestávající z několika budov se rozkládá na někdejším Římském náměstí v dnešní Františkánské ulici v centru Brna. Klášter je chráněn jako kulturní památka, přesto však patří mezi nejohroženější historické budovy ve městě.

## Historie

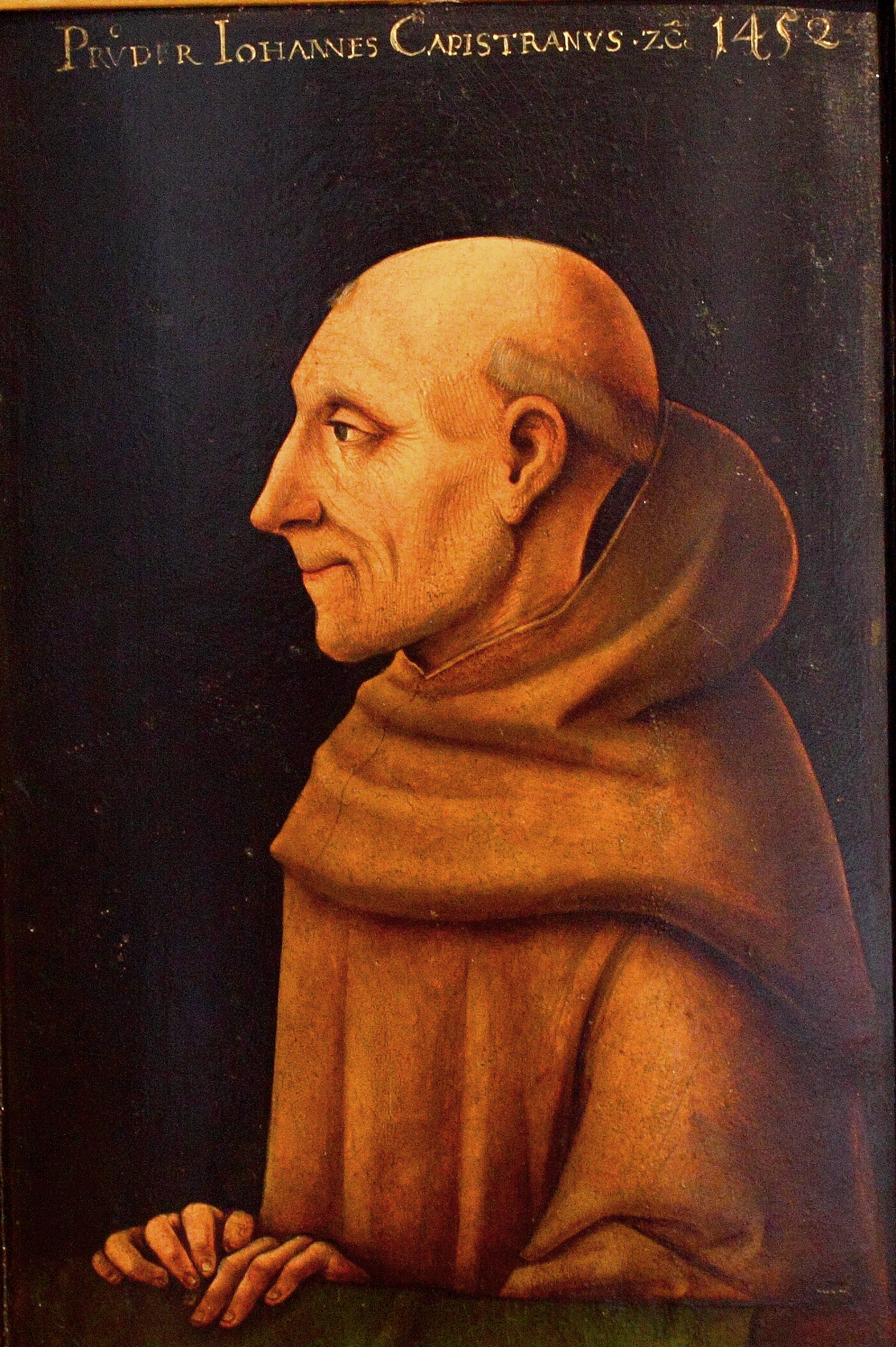
Podobizna sv. Jana Kapistránského, inciátora založení františkánského konventu v Brně, z roku 1452. Autor Thoman Burgkmair (1444–1523).

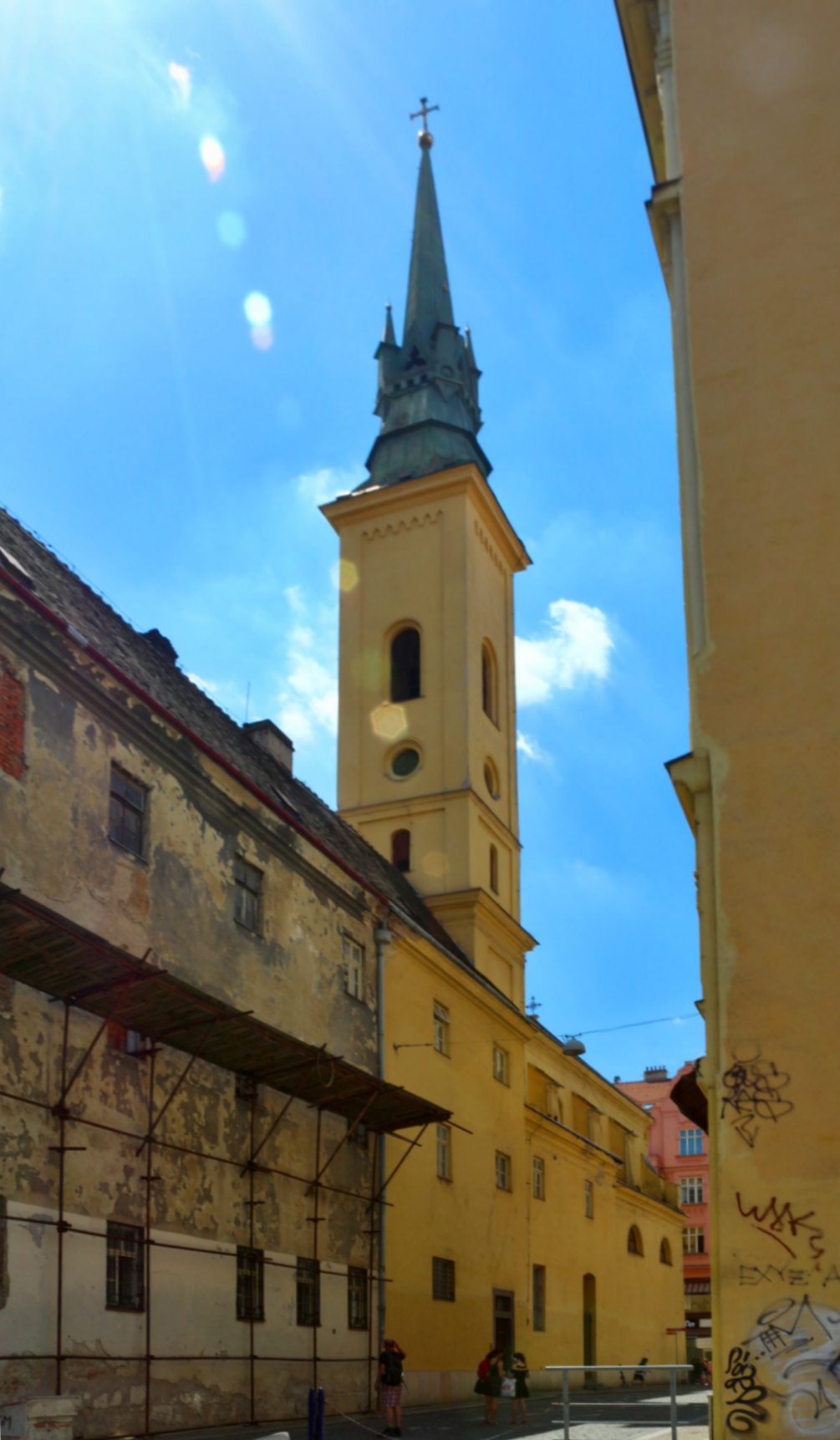
Budova kláštera a někdejšího klášterního kostela s věží, dnes farního kostela sv. Marie Magdalské

### Františkáni vBrně
Řád františkánů v Brně existoval od roku 1451, kdy vznik konventu inicioval italský mnich sv. Jan Kapistránský. Původní konvent řádu stával před městskými hradbami pod Petrovem u Svrateckého náhonu, v místech dnešní Nádražní ulice, kde františkáni již roku 1452 započali s výstavbou kláštera s kostelem. Stavební práce pokračovaly pravděpodobně až do poloviny 16. století. V roce 1643 byl klášter místními obyvateli poničen před obléháním švédskými vojsky, aby nemohl být nepřítelem použit jako opěrný bod. Když Švédové odtáhli, pokusili se františkáni klášter obnovit, avšak o dva roky později, před druhým obléháním Švédy, došlo k jeho definitivní zkáze.

### Založení nového kláštera
Po skončení třicetileté války získal řád jako náhradu za zničený klášter od města čtyři starší gotické budovy v centru města v bývalé židovské čtvrti s kostelíkem sv. Máří Magdalské, někdejší synagogy. Františkáni zde do roku 1654 vybudovali klášterní konvent v raně barokním slohu společně s přestavbou kostela sv. Maří Magdaleny. Autorem stavebního plánu byl zřejmě Ondřej Erna.
Další stavební práce ovšem pokračovaly i v dalších letech 1671. V roce 1672 byl přistavěn špitál s lékárnou a v letech 1677–1704 přibyla knihovna s archivem a klášter byl vyzdoben.
Na konci 17. století byl klášter rozšířen, a v roce 1748 částečně přestavěn a navýšen o jedno podlaží. Na těchto úpravách se zřejmě spolupodílel také věhlasný architekt Mořic Grimm.

### Zrušení kláštera
Roku 1786 v době církevních reforem císaře Josefa II. byl klášter zrušen a budovy konventu byly přebudovány pro potřeby dopravního ústavu císařské armády (tzv. Transporthaus). Klášterní kostel sv. Máří Magdaleny se stal farním a za presbytářem kostela vznikla fara.

### Další využití
Budovy bývalého kláštera byly ještě několikrát stavebně upravovány, a od roku 1889 zde sídlil například státní sklad knih. V letech 1912–1950 v objektu působili eucharistiáni.

### Po roce 1989
V roce 1991 začala část objektu využívat Kongregace bratří Nejsvětější Svátosti (petrini) a na konci 90. let větší část objektu získala prostějovská stavební firma Pozemstav s úmyslem přebudovat jej na administrativní a výstavní prostory. Teprve v roce 2008 se podařilo změnit územní plán tak, aby bylo možné prostory určené ke kulturnímu a společenskému vyžití upravit na kanceláře, avšak projekt na komplexní přestavbu areálu vyhotovený architektkou Vlastou Loutockou, narazil na nesouhlas řádu petrinů, kteří využívali některé z budov areálu. Ti ovšem na přelomu roku 2012 z Brna odešli a církevní majetek nyní spravuje brněnské biskupství. Při plánovaných úpravách se počítá také s využitím rozsáhlého gotického sklepení pod většinou objektu.

## Současnost
V současné době patří někdejší klášter františkánů stále mezi nejohroženější památky města Brna. Ani v roce 2017 nebyly z administrativních důvodů zahájeny práce na revitalizaci objektu. Prozatím byly provedeny alespoň zajišťovací statické práce a nejnutnější opravy střechy.